# Cybianthus duidae
Cybianthus duidae är en viveväxtart som först beskrevs av Henry Allan Gleason och Moldenke, och fick sitt nu gällande namn av G. Agostini. Cybianthus duidae ingår i släktet Cybianthus, och familjen viveväxter. Inga underarter finns listade i Catalogue of Life.